# Michael Laverty
Michael Laverty (Toomebridge, 7 giugno 1981) è un pilota motociclistico britannico ritiratosi dall'attività agonistica.
Anche due suoi fratelli, John Laverty e Eugene Laverty, hanno corso come piloti professionisti.

## Carriera
La sua prima apparizione in competizioni di rilievo risale al 2002, quando ha corso a Imola nel campionato mondiale Supersport a bordo di una Honda CBR 600F del team Honda UK Race in sostituzione di John McGuinness. Nello stesso anno ha corso due gare nella Superstock 1000 FIM Cup su una Suzuki GSX 1000R del team E.M.S. Racing, vincendo la prova olandese corsa sul circuito di Assen, in questa circostanza ottiene anche il giro più veloce in gara.
Fa altre quattro apparizioni nel mondiale Supersport del 2003 come wildcard, su una Honda CBR 600RR del team Vitrans Honda TKR e partecipa anche a una gara in Superstock 1000 FIM Cup. In questi stessi anni Laverty corre principalmente nel campionato britannico alternandosi tra le categorie Superbike e Supersport, vincendo il titolo nazionale nel 2007 proprio in Supersport.
Nel 2009 si sposta a correre nel campionato AMA Superbike e partecipa anche a nove gare del campionato mondiale Supersport, la prima sulla Honda CBR600RR del team Veidec Racing RES Software, la seconda con la Yamaha YZF R6 del team Holiday Gym Racing e le restanti con il team Echo CRS Grand Prix, totalizzando 10 punti.
Nel 2010 torna nella Superbike britannica correndo con il team Relentless Suzuki by TAS, e nel 2011 con la Yamaha YZF-R1 del team Swan Yamaha, finendo entrambe le annate al quarto posto della classifica piloti. Nel 2012 passa alla guida della Honda CBR1000RR del team Samsung Honda, concludendo quinto. Nel 2013 passa a correre in MotoGP alla guida della PBM 01, moto che rispetta il regolamento per le CRT con telaio disegnato dal team Paul Bird Motorsport; il compagno di squadra è Yonny Hernández che però guida una ART GP13. Dal Gran Premio d'Aragona passa all'ART lasciata libera da Hernández che è passato in Pramac Racing al posto di Ben Spies. Termina la stagione al 25º posto con 3 punti, totalizzati nel Gran Premio di Spagna.
Nel 2014 rimane nello stesso team, alla guida di una PBM con specifiche Open; il compagno di squadra è Broc Parkes. Ottiene come miglior risultato un dodicesimo posto in Malesia e termina la stagione al 24º posto con 9 punti. Nel 2015 prende parte al Gran Premio di Germania in MotoGP, sostituendo Marco Melandri alla guida della Aprilia RS-GP del Aprilia Racing Team Gresini. Chiude la gara al ventesimo posto.
Terminata la carriera agonistica intraprende la strada per diventare team manager.

## Risultati in gara

### Campionato mondiale Supersport
| 2002 | Moto  |  |  |  |  |  |  |  |  |  |  |  |    |  |  | Punti | Pos. |
| ---- | ----- |  |  |  |  |  |  |  |  |  |  |  | -- |  |  | ----- | ---- |
| 2002 | Honda |  |  |  |  |  |  |  |  |  |  |  | 15 |  |  | 1     | 34º  |

| 2003 | Moto  |  |  |  |  |    |     |  |    |    |  |  |  |  |  | Punti | Pos. |
| ---- | ----- |  |  |  |  | -- | --- |  | -- | -- |  |  |  |  |  | ----- | ---- |
| 2003 | Honda |  |  |  |  | 17 | Rit |  | 21 | 12 |  |  |  |  |  | 4     | 30º  |

| 2009 | Moto           |  |  |  |  |  |    |    |     |    |    |    |     |     |    | Punti | Pos. |
| ---- | -------------- |  |  |  |  |  | -- | -- | --- | -- | -- | -- | --- | --- | -- | ----- | ---- |
| 2009 | Honda e Yamaha |  |  |  |  |  | 11 | 17 | Rit | 20 | 13 | 18 | Rit | Rit | 14 | 10    | 22º  |

| Legenda | 1º posto        | 2º posto            | 3º posto           | A punti      | Senza punti        | Grassetto – Pole position Corsivo – Giro più veloce |
| Legenda | Gara non valida | Non qual./Non part. | Ritirato/Non class | Squalificato | '-' Dato non disp. | Grassetto – Pole position Corsivo – Giro più veloce |

### Motomondiale
| 2013 | Classe | Moto      |    |    |    |    |    |     |    |    |     |    |    |    |    |     |     |    |    |    | Punti | Pos. |
| ---- | ------ | --------- | -- | -- | -- | -- | -- | --- | -- | -- | --- | -- | -- | -- | -- | --- | --- | -- | -- | -- | ----- | ---- |
| 2013 | MotoGP | PBM e ART | 17 | 16 | 13 | 17 | 17 | Rit | 22 | 16 | Rit | 18 | 18 | 19 | 18 | Rit | Rit | 18 | 19 | 17 | 3     | 25º  |

| 2014 | Classe | Moto |    |    |    |    |    |    |    |    |     |    |     |    |    |    |    |    |    |    | Punti | Pos. |
| ---- | ------ | ---- | -- | -- | -- | -- | -- | -- | -- | -- | --- | -- | --- | -- | -- | -- | -- | -- | -- | -- | ----- | ---- |
| 2014 | MotoGP | PBM  | 16 | 16 | 18 | 16 | 16 | 16 | 17 | 21 | Rit | 14 | Rit | 17 | 17 | 16 | 18 | 13 | 12 | 19 | 9     | 24º  |

| 2015 | Classe | Moto    |  |  |  |  |  |  |  |  |    |  |  |  |  |  |  |  |  |  | Punti | Pos. |
| ---- | ------ | ------- |  |  |  |  |  |  |  |  | -- |  |  |  |  |  |  |  |  |  | ----- | ---- |
| 2015 | MotoGP | Aprilia |  |  |  |  |  |  |  |  | 20 |  |  |  |  |  |  |  |  |  | 0     |      |

| Legenda | 1º posto        | 2º posto            | 3º posto            | A punti      | Senza punti        | Grassetto – Pole position Corsivo – Giro più veloce |
| Legenda | Gara non valida | Non qual./Non part. | Ritirato/Non class. | Squalificato | '-' Dato non disp. | Grassetto – Pole position Corsivo – Giro più veloce |